# Condado de Polk (Minnesota)
O Condado de Polk é um dos 87 condados do estado americano de Minnesota. A sede do condado é Crookston, e sua maior cidade é Crookston. O condado possui uma área de 5 174 km² (dos quais 71 km² estão cobertos por água), uma população de 31 369 habitantes, e uma densidade populacional de 6 hab/km² (segundo o censo nacional de 2000). O condado foi fundado em 20 de julho de 1858.